# أمراض الحرارة
أمراض الحرارة (Heat illness) أو الأمراض الناجمة عن الحرارة (heat-related illness) هي مجموعة من الاضطرابات المرضية التي تظهر نتيجة التعرض لدرجات حرارة مرتفعة. وتشمل أمراضًا طفيفة مثل التشنج الحراري والإغماء الحراري، والإجهاد الحراري بالإضافة إلى الحالات الأشد ضراوة المعروفة باسم ضربة الحرارة.
تعرف ضربة الحرارة بأنها ارتفاع في درجة حرارة الجسم يصل لأكثر من 40.6 درجة مئوية (105 درجة فهرنهايت) نتيجة تعرض الجسم لدرجة حرارة عالية وضعف القدرة على تنظيم الحرارة. وتختلف ضربة الشمس عن الحمى التي يحدث فيها تزايد فيزيولوجي في نقطة ضبط حرارة الجسم.
ويعد التبريد السريع للجسم من مستلزمات علاج أمراض الحرارة.

## التصنيف
من بين أمراض الحرارة الكثيرة ما يلي:
- الضربة الحرارية:

التي تعرف بأنها ارتفاع في درجة حرارة الجسم يصل لأكثر من 40.6 درجة مئوية (105 درجة فهرنهايت) نتيجة تعرض الجسم لدرجة حرارة عالية وضعف القدرة على تنظيم الحرارة، وتحدث عندما لا يتم إسعاف الشخص المصاب بالإعياء الحراري، ويتطلب الأمر هنا المراقبة والمعالجة الطبية؛ لأنها حالة إسعافية لذا يجب نقل المصاب إلى أقرب مركز طبي.
ومن أعراضها:
• انعدام التعرق.
• ارتفاع درجة الحرارة.
• وجود هذيان واضطراب في الرؤية.
• اختلال في توازن المصاب.
• قد يصاب الشخص بالإغماء.
• يكون الجلد جافاً وحاراً.
• ارتفاع ضربات القلب.
• انخفاض في ضغط الدم.
• يصبح التنفس عميقاً وسريعاً.
ما يجب عمله عند حدوث هذه الحالة:
كإسعاف أولي: نقوم بخلع ملابس المصاب وتغطية جسمه بمناشف مبللة مع استخدام تيار هوائي، ولكن الإسعاف الأولي لا يكفي فيجب نقل المصاب لأقرب مركز طبي متخصص.
- الإجهاد الحراري:

يمكن أن يكون تمهيدًا لضربة الحرارة، ومن أعراضه التعرق الشديد، سرعة التنفس، وسرعة وضعف النبض.
- الإعياء الحراري (الإغماء الحراري):

هو عدم قدرة الجهاز الدوري وجهاز التحكم الحراري على مجاراة الارتفاع في درجة حرارة الجسم نتيجة الجهد البدني في الجو الحار.
أعراضه: ارتفاع ضربات القلب، وانخفاض كمية التعرق، وانخفاض كمية اللعاب مع حدوث تعب شديد قد يصاحبه دوخة.
ما يجب عمله عند حدوث هذه الحالة:
• التوقف عن ممارسة أي نشاط.
• نقل المصاب إلى مكان ظليل وبارد.
• تبريد الجسم عن طريق شرب السوائل وترطيب الجسم وتوفير تهوية جيدة للمصاب.
• في حال عدم زوال الأعراض ينقل المصاب إلى أقرب مركز طبي.
- وذمة الحرارة
- التشنج الحراري:

آلام أو تشنج في العضلات يحدث أثناء ممارسة التمارين الرياضية العنيفة في الطقس الحار وغالباً ما يدل على خلل في حساسية النشاط الكهربائي في الخلايا العضلية بسبب انقباض العضلات دون ارتخاء.
ومن أسبابه:
فقدان كميات كبيرة من الصوديوم والبوتاسيوم بسبب التعرق الغزير في الجو الحار.
ما يجب عمله عند حدوث هذه الحالة:
• عمل إطالة للعضلة المتقلصة وتعويض السوائل المفقودة وتناول تغذية جيدة متوازنة
• التدليك
- طفح الحرارة:

تهيج الجلد نتيجة فرط التعرق.
- تكزز الحرارة:

ينتج عادة عن الإجهاد لفترات قصيرة في الطقس الحار. وقد يضاف إلى هذه الأعراض أعراض أخرى مثل فرط التهوية ومشكلات التنفس، والاخدرار والنخز وتشنج العضلات.

## العلامات والأعراض
يصاحب ضربة الحرارة فرط حرارة شديد يصل لأكثر من 40.6 درجة مئوية (105 درجة فهرنهايت) بالتزامن مع حالة التباس ونقص في التعرق.

## الأسباب
المواد التي تمنع التبريد وتسبب الجفاف مثل الكحول والكافيين والمنشطات والأدوية بالإضافة إلى التغيرات الفسيولوجية المرتبطة بالسن التي تجعل الشخص معرضًا لما يسمى بضربة الشمس «التقليدية». قد يصاب الفتيان بضربة الشمس الإجهادية لأسباب بعيدة كل البعد عن المشكلات الصحية أو الأدوية، وهذا النوع شائع بين الرياضيين والمجندين العسكريين.

### الأطفال والحيوانات في السيارات
يؤدي ترك الأطفال أو كبار السن أو الأشخاص المعاقين بمفردهم في المركبات إلى تعرضهم للإصابة بضربة حرارة، حتى وإن تركت النوافذ مفتوحة بشكل جزئي. ونظرًا لأن هؤلاء قد لا يستطيعون الإفصاح عن عدم ارتياحهم بشكل لفظي (أو بصوت مسموع وهم داخل السيارات المغلقة)، فقد لا يكتشف أحد من القريبين منهم ما هم فيه من معاناة. ينصح الآباء أو أولياء الأمور باصطحاب لعبة محشوة على المقعد الأمامي على الأقل لتذكيرهم بوجود طفل بالخلف. أما بالنسبة للمجموعات الكبيرة، فمن الضروري فحص الشاحنة أو السيارة بعد كل رحلة للتأكد من عدم بقاء أحد بها، بالإضافة إلى بعض الأمور الأخرى مثل التأكد من العدد.
ويزداد احتمال الإصابة بضربة الحرارة في السيارات بالنسبة للحيوانات الأليفة أكثر من البشر، حيث أن الكلاب (أكثرهم من الذكور) والقطط وغيرها الكثير من الحيوانات لا تعرق إلا في مناطق محدودة من جسمها. ويُمنع اصطحاب كلاب كثيرة سوى كلاب مرافقة المكفوفين في العديد من المؤسسات، واللجوء إلى فتح نافذة المركبة بالقدر الكافي قد يمثل فرصة للهرب أو يعرض الآخرين للعض. والأولى من ذلك هو ترك الحيوانات الأليفة في الأيام الحارة في المنزل مع توفير القدر الكافي لها من الماء، أما بالنسبة للكلب فلا بد من اصطحابه وربطه بإحكام خارج المكان الذي تتجه إليه وبجانبه إناء ماء.
توفي في الولايات المتحدة ما لا يقل عن 500 طفل في الفترة من عام 1998م وحتى عام 2011م بسبب تركه داخل سيارة شديدة الحرارة، ووصلت نسبة من لم يتجاوزوا عامين 75%. عندما تكون درجة الحرارة خارج السيارة 70 فهرنهايت (21 درجة مئوية)، تزيد درجة الحرارة داخل السيارة عن 120 درجة (84,4 درجة مئوية)، حتى وإن كانت النوافذ مواربة.
وتتفاوت الملاحقة القضائية للآباء تفاوتًا كبيرًا. وأوضح مثال على ذلك هو ما وقع لأستاذ جامعي في كاليفورنيا حيث نسي ابنه في سيارة شديدة الحرارة وعمد مدرب خيول في فلوريدا إلى ترك ابنته في سيارة شديدة الحرارة. في كلتا الحالتين، مات الطفل عن غير قصد، ولكن الأستاذ الجامعي لم يحاكم على ذلك مطلقًا، أما مدرب الخيول فقضى 20 عامًا في السجن.
من بين الحالات الكثيرة لموت الأطفال في السيارات شديدة الحرارة، يقع نصفها تقريبًا بسبب نسيان الآباء لأبنائهم في السيارات، في حين يحدث 18% منها نتيجة ترك الأطفال عن عمد في السيارات دون إدراك لخطورة الموقف، أما من يموت من الأطفال نتيجة دخولهم السيارة لأجل اللعب فتبلغ نسبتهم 30%.

### متلازمة الطفل المنسي
متلازمة الطفل المنسي (FBS) هي مصطلح طبي زائف يعبر عن خطر نسيان مقدمي الرعاية البالغين لوجود طفل ومن ثم يتعرض الطفل لمخاطر لا يستطيع مجابهتها. تستخدم كلمة «متلازمة» مع أن هذه الحالة ليست مرضًا بما تحمله الكلمة من معنى، إلا أن هذا المصطلح حقق رواجًا في الصحف والمجلات والمدونات وغيرها من وسائل الإعلام الشعبية.
من سخونة درجة حرارة الشمس وتحمي أيضًا العين من أذى الإشعاعات القوية، أما الفتحات الموجودة في القبعة فتساعد مع التعرق في تبريد الرأس. وينبغي تجنب ممارسة التمارين الرياضية العنيفة في ساعات النهار عندما يكون الطقس حارًا وهذا ينطبق أيضًا على البقاء في الأماكن المغلقة (مثل السيارات). قد تصل درجة الحرارة داخل السيارة إلى 200 فهرنهايت (93 درجة مئوية) في الظروف المعتدلة من درجة الحرارة وضوء الشمس ولون السيارة ونوعها. وعندما ترتفع درجات الحرارة دون وجود تبريد مناسب، فقد يكون الوضع في غاية الخطورة لدرجة قد تودي بحياة الأشخاص، خصوصًا في حالة الفتيان والحيوانات الأليفة.
وإذا لم يتوقف الأمر عند حد الحرارة العالية بل أضيف إلى ذلك الرطوبة، فمن المهم إدراك أن الرطوبة تقلل مقدار الحرارة الذي يفقده الجسم بالتبخّر. ومن الحلول المجدية في مثل هذه الأجواء، ارتداء ملابس خفيفة مثل القطن وذات ألوان فاتحة، أي الملابس النفاذة للعرق وغير النفاذة للحرارة الإشعاعية التي تطلقها الشمس. وهذه الملابس تقلل الحرارة الإشعاعية المكتسبة، في حين تسمح بتبخر كل ما يسمح به الجو. وفي الواقع قد تكون الملابس المصنوعة من نسيج اللدائن سببًا فاعلاً في الإصابة بالإجهاد الحراري، حيث أنها لا تنفذ العرق ومن ثم لا يكون من السهل فقد الحرارة عن طريق التبخر.
وفي الأجواء الحارة يحتاج الناس إلى شرب قدر وفير من السوائل لتعويض الموائع المفقودة أثناء التعرق. ويجدر الإشارة إلى أن العطش ليس مؤشرًا حقيقيًا لما يحتاجه الإنسان من سوائل. والمؤشر الأولى بالقبول هو لون البول. فيمكن استنتاج التجفاف إذا كان البول باللون الأصفر الداكن.
تنشر إدارة السلامة والصحة المهنية بالولايات المتحدة بطاقات سريعة لإجهاد الحرارة،  وتحتوي هذه البطاقات على قائمة اختيار تهدف إلى محاولة منع الإصابة بإجهاد الحرارة. وهذه القائمة التي يُطلق عليها كبودوا (KBUDWA) تنص على ما يلي:
- تعرف على علامات وأعراض الاضطرابات المرضية الناجمة عن حرارة الأجواء.
- تجنب التعرض لأشعة الشمس المباشرة أو أي مصدر من مصادر الحرارة.
- استخدم مكيف الهواء، واسترح بين الحين والآخر.
- اشرب كميات وفيرة من الماء والمشروبات الباردة.
- استخدم مسحوق التلك لمساعدة الجسم في التبريد.
- احرص على ارتداء ملابس خفيفة فاتحة اللون وفضفاضة.
- اغتسل بالماء البارد لتبريد الجسم أكثر.
- تجنب شرب الكحوليات والمشروبات التي تحتوي على الكافيين والوجبات الدسمة.
- لا تفرط في تناول الدهون والأطعمة الغنية بـالكوليسترول.
- استخدم فوطة أو منديلاً في يدك أو جيبك لإزالة العرق.
- ابتعد عن المناطق الشديدة الحرارة، وساعد المصابين بمرض الحرارة في أن يبقوا في أخفض درجة حرارة.

## العلاج
من بين العلاجات عملية التبريد السريع للجسم وفق التدابير القياسية للإنعاش.
لا بد من تخفيض درجة حرارة الجسم على الفور. وينبغي نقل المريض إلى مكان بارد (في المنزل أو على الأقل في الظل) وتنزع عنه بعض ملابسه لتعزيز فقد جسمه للحرارة (التبريد السلبي). ويمكن اتباع طرق التبريد الفاعل ومنها: الاغتسال بالماء البارد أو ارتداء سترة فرط الحرارة. إلا أن تغطية المريض بالمناشف أو الملابس المبللة قد يقوم بعزل الجسم وزيادة درجة حرارته. ويساعد عمل كمّادات باردة على الجذع والرأس والرقبة والمغبن في تبريد الجسم. ويمكن استخدام مروحة أو وحدة تجفيف باستخدام تكييف الهواء للمساعدة في تبخر الماء (طريقة التبخر).
ومن الطرق المتعارف عليها، غمر المريض في حوض استحمام به ماء معتدل البرودة (ولكن ليس باردًا) (طريقة الغمر). وتحتاج هذه الطريقة إلى 4 أو 5 أشخاص وينبغي مراقبة المريض بعناية أثناء هذه العملية. وينبغي تجنب غمر المريض إذا كان فاقدًا للوعي، ولكن إذا لم يكن ثمة بديل لذلك فيجب أن تُرفع رأسه فوق الماء. والغمر في الماء شديد البرودة يؤدي إلى نتائج عكسية، حيث يُسبب تضيق الأوعية في الجلد وبذلك يمنع انبعاث الحرارة من لب الجسم.
ولكن هذا الافتراض لا يجد ما يدعمه في الدراسات التجريبية، فضلا عن الرؤى المنهجية للبيانات السريرية التي تشير إلى أن تضيق أوعية الجلد وتوليد الحرارة بالرعدة ليس لهما دور كبير في تقليل حرارة الإشعاعات الموجودة في لب الجسم والناتجة عن الغمر في الماء البارد. ويمكن ملاحظة هذا الأمر في تأثير خفض الحرارة (غير العلاجي)، حيث يرتبط انخفاض درجة حرارة الجسم ارتباطًا مباشرًا بدرجة حرارة البيئة ومع ذلك يُبطئ دفاع الجسم من الانخفاض في درجة الحرارة إلى حين ولكنه في النهاية يفشل في الحفاظ على الاستتباب الحراري. يعمل عقار الدانترولين على القضاء على الرعشة ويسهم بدور فعال في عديد من الأشكال الأخرى لفرط الحرارة بما في ذلك توليد الحرارة المركزي والمحيطي والمتواسط بالخلايا وليس له أي تأثير فردي أو مضاف على عملية التبريد بعد الإصابة بضربة الحرارة، مما يدل على عدم خطورة توليد الحرارة استجابة للغمر بالماء البارد. ويمكن القول بأن الغمر الكثيف بالماء المثلج هذا هو الحل الذهبي لضربة الحرارة التي تهدد الحياة.[بحاجة لمصدر]
يحظى الترطيب بأهمية بالغة في العمل على تبريد المريض. وفي حالات الإصابة الخفيفة بالجفاف، يمكن الترطيب عن طريق شرب الماء أو استعمال المشروبات التجارية ذات التوتر المتساوي بدلاً من الماء. وقد تنتج مادة الكهرل في حالات التجفاف المستحث بالتريّض أو المستحث بالحرارة، وهذا في الواقع قد ينتج عنه تدهور الحالة لفرط استهلاك المياه. ويمكن تصحيح نقص صوديوم الدم عن طريق تناول السوائل مفرطة التوتر. يكون الامتصاص سريعًا وكاملاً في أكثر الحالات، ولكن إذا كان المريض يعاني من التباس أو إغماء أو عدم قدرة على تناول السوائل عن طريق الفم، فقد يكون من الضروري اللجوء إلى الإماهة الوريدية واستبدال الكهارل (من خلال التقطير).
ينبغي لممارسي الطب المدربين إعادة تقييم حالة المريض والحفاظ على ثباتها. وينبغي مراقبة سرعة قلب المريض القلب وتنفسه، وفي بعض الأحيان يكون من الضروري إجراء عملية إنعاش قلبي رئوي (CPR)، وذلك إذا دخل المريض في سكتة قلبية.

## المآل
ويعتقد قطاع عريض بأن ضربة الحرارة لا تؤدي إلى عجز دائم إلا نادرًا، وأنه سرعان ما يتماثل الشخص للشفاء. تتبع باحثون أمريكيون من المركز الطبي التابع لجامعة شيكاغو حالة 58 شخصًا من بين أكثر من 3000 مريض بأمراض مرتبطة بارتفاع درجة حرارة الجسم، ولحقت هذه الحالات بمستشفيات في أرجاء شيكاغو في الفترة من 12 من يوليو إلى 20 من يوليو 1995م. وكانت الحالات كلها تظهر عليها أعراض ضربة الحرارة شبه القاتلة. وأجريت مقابلات معهم جميعًا وقت خروجهم من المستشفى، مع تنظيم جدول متابعة يستمر لعام قادم. وتراوحت أعمار الحالات الخاضعة للعلاج من 25 إلى 95 سنة، بمتوسط عمري هو 67 سنة تقريبًا. وأقرت الدراسة بحقيقة أن الرعاية الفورية - التي تكون بالغة الأهمية - المقدمة لعلاج هذه النوبة المفاجئة لم تكن بالدرجة المطلوبة من الشمولية بسبب اكتظاظ جميع المستشفيات التي شملتها الدراسة، وأكدت الدراسة على أهمية سرعة التماس الرعاية الطبية فور ظهور العلامات الأوّلية.
ومن ناحية أخرى، فبالإضافة إلى حالات الوفاة التي تحدث قبل الدخول إلى المستشفى، توفي في عام قرابة نصف عدد من دخلوا وحدات الرعاية المركزية في أرجاء منطقة شيكاغو لعلاجهم من ضربة الحرارة - أي 21 في المئة قبل الخروج من المستشفى و28 في المئة بعد خروجهم منها. وحتى الباقون على قيد الحياة لم يسلموا من آفات هذا المرض، إذ ظل يعاني كثير منهم من إعاقة وظيفية، وأصيب ثلثهم باضطراب وظيفي حاد عند الخروج من المستشفى، ولم تتحسن حالة أي منهم حتى بعد انقضاء العام.

## وصلات خارجية
- "Heat Exhaustion" on Medicine.net